# Підківка Олег Михайлович
Олег Михайлович Підківка (нар. 21 серпня 1947, с. Унів, нині Львівського району Львівської області) — український хоровий диригент, регент, педагог, артист-вокаліст, композитор, мистецтвознавець, громадсько-культурний діяч. Художній керівник та диригент Старосамбірської аматорської Народної хорової капели «Дністер» (від 2004)

### Життєвий і творчий шлях
Народився 21 серпня 1947 року в українській селянські родині в селі Уневі, нині Львівського району Львівської області. У 1966—1971 роках навчався у Львівському музично-педагогічному училищі імені Філарета Колесси та на диригентському факультеті Львівської державної консерваторії імені Миколи Лисенка (нині Львівська національна музична академія імені Миколи Лисенка), клас ст.викладача С. Амбарцумяна та доцента, професора, народного артиста України Є. Вахняка у 1972—1977 роках.
У 1971—1972 роках працював артистом державної хорової капели «Трембіта» у Львові, у 1972—1977 та 1996—2004 роках викладав в Оброшинській дитячій музичній школі, у 1977—1996 роках — на посаді директора Великолюбінської ДМШ-ДШМ. Під час основної роботи у Великолюбінській та Оброшинській ДМШ працював за сумісництвом вчителем музики ЗОШ сіл Бірче, Бучали, Ставчани. У 1992—1993 роках викладав диригування та вокал у Дрогобицькому державному педагогічному інституті імені Івана Франка, у 2005—2012 роках — на посаді викладача, старшого викладача, доцента у Львівській філії Київського національного університету культури та мистецтва.
У різні роки працював диригентом численних хорових колективів, а саме: диригентом Зразкової дитячої капели бандуристок «Дзвіночок» Львівського палацу школярів та юнацтва (1972—1975 роки), диригентом учнівських хорів ПТУ № 27 (1972—1977 роки), № 28 (1973—1977 та 2001—2003 роки), № 4 (1974—1977 роки) та художнього ліцею міста Львова (2003—2006 роки), диригентом народного вокально-хореографічного ансамблю «Дністер» львівського Будинку вчителя (1973—1976 роки), диригентом чоловічої Народної хорової капели «Сурма» Львівського палацу культури профтехосвіти імені Юрія Гагаріна (1974—1977 роки, нині — Палац культури учнівської молоді), засновником та диригентом львівського Палацу щастя (1973—1977 роки), диригентом Народного хору «Верес» НД смт. Великий Любінь (1977—1996 та 2000—2004 роки), диригентом Народного хору «Джерела криниці» НД с. Солонка Львівського району (2000—2002 роки), диригентом Народної чоловічої хорової капели «Прометей» Львівського національного університету імені Івана Франка (2004—2012 роки), регентом церковних хорів сіл Ставчани, Хишевичі, Бучали (1990—2009 роки).
У доробку композитора 25 книжок та збірників, більше 30 рецензій та статей, упорядник збірників Є. Вахняка, Л. Підківки та С. Підківки. Ним здійснено записи та розшифровано більше 1000 українських народних пісень. Він автор хорових творів та пісень на вірші українських поетів (більше 300), аранжувальник церковних пісень для різних типів хору (сім збірників — 300 пісень).
Як диригент хорів та співак провів понад чотири тисячі концертів, більшість з них — доброчинні! О.Підківка постійний диригент зведених хорів VI і VII Всесвітніх Бойківських фестин в м. Турка, хорових фестивалів присвячених о. М. Вербицькому в с. Стрілки та Івану Франкові в с. Нагуєвичі, с. Східниця.
За заслуги у відродженні духовності України нагороджений Митрополичою грамотою, Митрополитом Андрієм Львівським та Сокальським УПЦ КП (2007 рік), Почесною грамотою кабінету Міністрів України (2007 рік) та численними почесними нагородами, грамотами та дипломами.

### Упорядник добірок
- Є. Вахняк Хорові твори. Солоспіви, твори для фортепіано. — Львів, 2003.
- Л. Підківка Пісні січових стрільців в перекладі для бандури. — Львів: Самвидав, 1990, 1991.
- «Любіть Україну». Вокальні та інструментальні творив в супроводі бандури. — Перемишляни, 2006.
- «Мати моя Україно». Вокальні твори в супроводі бандури. — Львів: Атлас, 2006.
- «Не цурайся пісні». Пісні в супроводі для бандури. — Дрогобич: Посвіт, 2012.
- «Зоряне намисто». Пісні в супроводі для бандури. — Дрогобич: Посвіт, 2016.
- «Дорога до Бога». Твори для бандури. — Дрогобич, Великий Любінь: Посвіт, 2019.
- С. Підківка, О. Підківка «Єднаймося». Пісні для вокальних ансамблів, солоспіви. — Львів, 2004.

### Статті та рецензії
- Церковні пісні під замками. (Вступна стаття упорядника. Церковні пісні аранжовані для мішаного хору. — Вип. 1. — 2000. — С. 3-5.
- Пісні січових стрільців. (Вступна стаття упорядника. Пісні січових стрільців в перекладі для бандури Л. Підківка. — Львів, 1990—1991. — Самвидав у двох випусках. — С. 3-4.
- Вертаймося до старого, а буде поступ. (Вступна стаття упорядника. Церковні пісні аранжовані для мішаного хору. — Вип. 2. — Львів: Атлас, 2002. — С. 3-5.
- Срібні звуки корифея. (Вступна стаття упорядника. Є. Вахняк. Хорові твори, солоспіви, твори для фортепіано. — Львів, 2003. — С. 3-7.
- Школа хорової майстерності «Трембіта». Монографія. «Крізь терни буття до храму вічності». Іван Чупашко. — 2006.
- Духовні скарби, які очищають і возвеличують душі. (Вступна стаття упорядника. Церковні пісні аранжовані для мішаного хору Вип. 3. — Львів: Атлас, 2006. — С. 3-5.
- Мої диригентські студії / О. Цигилик. Володимир Сенишин — диригент. (Монографія. Рукопис.)
- Життя з музикою. (Про диригента та викладача Б. Терлака. Вступна стаття упорядника. Співає «Дністер». Рокотали, гриміли бандури. Твори для мішаного хору. — Кн. 4. — С. 7-10.
- Забутий композитор. (Про автора гімну Польщі «З диму вогню». Й. Никоровича. Час // Голос Прикарпаття. — 2018 — липень.
- Натхненний подвижник. Богдан Пиц. Монографія. (Про професора, диригента М. Бурбана). Рукопис.
- «Для України живем» — Гімн. Про відомого письменника О.Грицая. Час // Голос Прикарпаття. — 2018.
- Становлення Народної аматорської хорової капели «Дністер» РНД м. Старий Самбір. Стаття упорядника «Співає Дністер», «Від Бога». Твори для мішаного хору. — Вип. 1. — С. 15-17.
- Світлим і чистим є його творчий шлях. Про диригента та композитора С. Підківку. Час // Перемишлянський край. — 2018. — 23 квітня. — С. 5.
- Історія духовної хорової музики. Час // Народна думка. — 1995. — березень.
- Велетень церковної пісні отець Іван Дуцько (1867—1933 рр. Життєвий та творчий шлях). Вступна стаття упорядника «Благослови, Боже», Духовні твори о. Івана Дуцька для хору. — С. 5-16.

### Твори для мішаного хору[джерело не вказане 1765 днів]
- «Повірмо в себе». Молитва. Кантата для соліста та хору. Вірші О.Яворської;
- «Благословляю і молюсь». Триптих на вірші В. Квітневого: «Благословляю і молюсь» — для солістів та хору, «Бог і воля», «Благослови нас Боже».
- «Ми щасливі, ми горді Тобою». Триптих. Вірші І. Франка та М. Рильського: «Ми щасливі, ми горді Тобою», «Червона калино, чого в лузі гнешся?», «Розвивайся, лозо, борзо»;
- Три хори на вірші Т.Шевченка: «Утоптала стежечку», «Не тополю високую», «Чого ти ходиш на могилу?»
- «Скрізь плач і стогін» та «Досвітні огні» на вірші Лесі Українки
- «Ой жалю мій, жалю», «Місяцю-князю», «Не забудь, не забудь юних днів», «Христос і Хрест» на вірші І. Франка
- «Брати мої» — Реквієм. Вірші В. Сосюри та інші.

Написано близько 100 творів[джерело не вказане 1765 днів].

### Обробки українських народних пісень[джерело не вказане 1765 днів]
- «Тихо, тихо Дунай воду несе»,
- «Нехай лютує хуртовина»,
- «Сивий коню»,
- «В кінці греблі шумлять верби»,
- «Летів пташок понад воду» (Закарпатська народна пісня),
- «Полетів бим на край світа» (Лемківська народна пісня),
- «Ой попливи утко»,
- «Ой піду я до млина»,
- «Під дубом столітнім»,
- «В кінці греблі шумлять верби»,
- «Там на горі крута вежа»,
- «А в неділю зрана»,
- «Ой сосна, сосна» та інші.

Біля 70 обробок[джерело не вказане 1765 днів].

### Авторські обробки пісень[джерело не вказане 1765 днів]
- «Зацвіли тополі». Вірші й музика Г.Титаренка;
- «Димить туман». Вірші О.Богачука, муз. Г.Майбороди;
- «Сповідь». Вірші М.Мястківського, муз. М.Степаненка;
- «Ой піду я лугом» Вірші Л.Забашти, муз. І.Шамо;
- «Два журавлі». Вірші М.Ткача, муз. О.Білаша та інші.

Близько 30 творів[джерело не вказане 1765 днів].
- «Солдати України». Марш для духового оркестру.
- Служба Божа—F-dur для мішаного хору та Служба Божа G-dur для дитячого та жіночого хору.

Здійснено понад 1000 записів українських народних пісень.
Крім вище написаних творів у композиторському доробку О.Підківки є близько 120 солоспівів в супроводі фортепіано та бандури[джерело не вказане 1765 днів]:
- «Не розчаровуйсь в Україні», вірші Р.Керика,
- «Так придумав Бог», вірші Г.Волянської,
- «Україно моя, Кобзарева» вірші В.Копця,
- «Кличе сурма», вірші З.Копчика,
- «Провина», вірші І.Колодія,
- «Тільки я, як легенда» (Українським Січовим Стрільцям), вірші Є.Олесишина,
- «Пісня моєї долі», вірші В.Гея,
- «Пам'ять» (Пам'яті УПА), вірші В.Квітневого,
- «Мамі», вірші О.Підківки та інші.